# Baradlay Richárd
Baradlay Richárd Jókai Mór A kőszívű ember fiai című regényének egyik szereplője, a három testvér közül a második.
Alakját Jókai feltehetően Színi Sebő Alajosról mintázta.

## Élete
Richárdot nyolcéves korában az apja katonaiskolába adta, ennek elvégzése után a fiatal tiszt a bécsi huszárezrednél hadnagyként szolgált. Az 1848-as forradalmi események is a császárvárosban érték. Ezredével sikeresen közreműködött a rendfenntartásban, kapcsolatba került a nemzetőrökkel és a diáklégióval. Azonban az esküjéhez híven megmaradt volna a császár szolgálatában, ha az édesanyja titokban, álöltözetben október végén fel nem keresi. Baradlayné meggyőzte katonafiát, hogy a szabadságáért küzdő Magyarországon a helye. Richárd a huszárcsapatával együtt kalandos úton, emberfeletti körülmények között, a Kárpátokon keresztül tért haza. 1849-ben részt vett a szabadságharc több csatájában is (Kassa, Isaszeg, Buda). A világosi fegyverletétel után a véreskezű Haynau börtönbe vetette. Halálos ítélet várt rá, de a táborszernagy szeszélyes döntése alapján kegyelmet kapott. Bécsbe sietett, hogy kiszabadítsa a Plankenhorst-házból szerelmét, Liedenwall Editet. A menyasszonya az esküvő után nem várt örökséghez jutott, ami anyagi biztonságot nyújtott a fiatal párnak. Richárd a Palvicz Ottónak tett esküjéhez híven felkutatta annak félelmetes körülmények között („meghalató intézetben”) sínylődő fiát. Palvicz Károlykát a saját gyermekeivel együtt nevelte, bár a mostohafiától ezért csak hálátlanságot kapott viszonzásul.

## Jelleme
Férfias, makulátlanul becsületes, büszke, lovagias, egyenes, szókimondó. Az apja azt akarta, hogy a bécsi udvar konzervatív politikáját támogató főnemes (aulikus) legyen belőle. Kezdetben a forradalommal sem rokonszenvezett, nem politikus alkat, hanem igazi katona, akit a császárnak tett esküjén és a feletteseitől kapott parancson kívül a lelkiismerete irányított. Az édesanyját rajongva szerette, felnőtt férfiként is hallgatott a szavára. A huszárjait megbecsülte, parancsnokként kiállt értük. Az egyszerű közkatonák és Ödön bátyjának példája ébresztette rá arra, hogy hol a helye. Huszárszázadát kalandos és veszélyekkel teli úton hazavezette Magyarországra. Bátran és önfeláldozóan harcolt a szabadságharcban, ahol a tavaszi hadjárat több ütközetében is részt vett. Erős igazságérzete néha hirtelen haragra gerjesztette, Ödönnel még forradalmi párbajt is vívott Buda ostromakor.
A nőkkel szemben udvarias, tisztelettudó. A történet elején nőcsábász hírében állt, de miután megismerkedett Liedenwall Edittel, megismerte az igazi szerelmet, hozzá mindhalálig hűséges volt. Boldog családi életet éltek gyermekeikkel együtt. Nevelt fiával, Palvicz Károllyal szemben türelmes, megbocsátó, korrekt.

## Film
A Jókai Mór regényéből 1965-ben készült filmben Baradlay Richárdot Mécs Károly alakította.